# Firoloida demarestia
Firoloida demarestia är en snäckart som beskrevs av Charles Alexandre Lesueur 1817. Firoloida demarestia ingår i släktet Firoloida och familjen Pterotracheidae. Inga underarter finns listade i Catalogue of Life.